# Колленберг
Колленберг (нім. Collenberg) — громада в Німеччині, розташована в землі Баварія. Підпорядковується адміністративному округу Нижня Франконія. Входить до складу району Мільтенберг.
Площа — 23,85 км2. Населення становить 2434 ос. (станом на 31 грудня 2020).